# Freddie McCoy
Freddie McCoy (* 29. November 1932; † angeblich 27. September 2009) war ein US-amerikanischer Vibraphonist des Soul Jazz.
McCoy wurde Anfang der 1960er Jahre bekannt durch seine Zusammenarbeit mit Johnny Hammond Smith (Opus de Funk). 1964 erhielt er einen Plattenvertrag bei Prestige Records, wo im Januar 1965 sein erstes Album Lonely Avenue in Septett-Besetzung entstand. In den nächsten fünf Jahren nahm McCoy sieben weitere Alben für das Prestige-Label auf, wie  Spider Man  1967, Beans and Greens  und Listen Here 1968. McCoy spielte darauf Jazz-Standards wie „Love for Sale“, „Yesterdays“, „Willow Weep for Me“ oder Cover-Versionen zeitgenössischer Hits wie „The Girl from Ipanema“, „Summer in the City“ und „You Keep Me Hangin’ On“. In seinen Bands spielte auch der Trompeter Dud Bascomb und die Pianistin Joanne Brackeen. McCoy nahm später noch weitere Alben  wie Gimme Some! (1971) auf, die auf Labeln wie Buddha und Cobblestone veröffentlicht wurden.
Dann verschwand McCoy aus der Jazzszene; er lebte angeblich bis zu seinem Tod unter dem Namen Ahmed Sofi in Marokko.
McCoys Musik erlebte mit dem Acid Jazz eine Wiederentdeckung; so wurden eine Reihe seiner Titel auf dem Label Beat Goes Public auf Kompilationen erneut veröffentlicht.

## Diskographische Hinweise
- Lonely Avenue (Prestige, 1963)
- Spider Man (Prestige, 1965)
- Funk Drops (Prestige, 1966)
- Peas & Rice (Prestige, 1965–67)
- Beans and Greens (Prestige, 1967)
- Soul Yogi (Prestige, 1968)